# 岩代石
岩代石（いわしろせき、iwashiroite-(Y)）は、鉱物（酸化鉱物）の一種。化学組成は YTaO4、結晶系は単斜晶系。

## 産出地
福島県川俣町の水晶山で発見された日本産新鉱物。水晶山は南東側の第1水晶山と、北西側の第2水晶山からなるが、岩代石は第１水晶山から産出した。
福島県川俣町水晶山から船引高校教諭の小林寿宣が1999年に採集した不明鉱物は、鉱物科学研究所の堀秀道に送られ、同所の分析で新鉱物の可能性があることが分かり、その後国立科学博物館の調査で新鉱物であることが確認された。岩代石は旧岩代國にちなみ堀秀道が命名した。

## 性質・特徴
琥珀褐色〜黒色をなし、ガラス光沢をもつ。結晶は板状で、1mm程の小さなものが多いが、1.5cmに達するものもある（鉱物科学研究所に持ち込まれた結晶。）。鉄雲母、角閃石、石英、方解石などの鉱物からなる母岩から産出し、βフェルグソン石、阿武隈石（ブリト石）と共出することが多い。